# Chiastosella duplicata
Chiastosella duplicata är en mossdjursart som beskrevs av Gordon 1989. Chiastosella duplicata ingår i släktet Chiastosella och familjen Escharinidae. Inga underarter finns listade i Catalogue of Life.